# Dr. Feelgood (álbum)
Dr. Feelgood é o quinto álbum de estúdio da banda de heavy metal Mötley Crüe, lançado em 1 de setembro de 1989. Este álbum chegou ao topo da Billboard 200 na América do Norte e vendeu mais de 6 milhões de cópias nos Estados Unidos, atingindo a certificação de ouro no Reino Unido, sendo o álbum mais bem sucedido da banda. O vocalista Steven Tyler, do Aerosmith faz uma participação nos backing vocals da faixa "Sticky Sweet".
É o último álbum do vocalista Vince Neil com a banda em sua primeira etapa com a banda. O cantor voltaria no segundo álbum lançado depois deste, Generation Swine.
| Críticas profissionais                                                      | Críticas profissionais |
| Avaliações da crítica                                                       | Avaliações da crítica  |
| Fonte                                                                       | Avaliação              |
| --------------------------------------------------------------------------- | ---------------------- |
| allmusic                                                                    | [ 5 ]                  |
| Esta tabela precisa de ser acompanhada por texto em prosa. Consulte o guia. |                        |

## Faixas
| N.º | Título                             | Duração |  |
| 1.  | "T.N.T. (Terror 'N Tinseltown)"    | 0:42    |  |
| 2.  | "Dr. Feelgood"                     | 4:50    |  |
| 3.  | "Slice of Your Pie"                | 4:32    |  |
| 4.  | "Rattlesnake Shake"                | 3:40    |  |
| 5.  | "Kickstart My Heart"               | 4:48    |  |
| 6.  | "Without You"                      | 4:29    |  |
| 7.  | "Same Ol' Situation (S.O.S.)"      | 4:12    |  |
| 8.  | "Sticky Sweet"                     | 3:52    |  |
| 9.  | "She Goes Down"                    | 4:37    |  |
| 10. | "Don't Go Away Mad (Just Go Away)" | 4:40    |  |
| 11. | "Time for Change"                  | 4:45    |  |

## Membros
- Vince Neil – vocais, gaita, guitarra
- Mick Mars – guitarra
- Nikki Sixx – baixo, vocais
- Tommy Lee – bateria, percussão, vocais